# Zündschnüre (Film)
Zündschnüre ist ein deutsches Fernsehfilmdrama aus dem Jahre 1974 von Reinhard Hauff nach dem im Vorjahr veröffentlichten, gleichnamigen Roman des Liedermachers Franz-Josef Degenhardt.

## Handlung
Die Geschichte spielt in einem sehr ärmlichen westfälischen Industrie- und Arbeitergebiet in Deutschland im Frühjahr 1945. Hier rückt die Front und damit der Krieg immer näher. Die Jugendlichen Fäna, Sugga, Viehmann und Zünder gehören allesamt zu Arbeiterfamilien im Bergischen Land, ihre Väter, Kommunisten oder Sozialdemokraten, sind an die Front versetzt worden, oder werden, wie Fänas Vater, vom Gestapo-Beamten Saremba und seinen Schergen verhaftet, verhört und anschließend in ein Konzentrationslager deportiert. Fabrik-Meister Werner Dautzenberg, ein alter Sozialdemokrat, trifft es am schlimmsten: Er wird für Sabotage an Rüstungsgütern verantwortlich gemacht, von der Staatsmacht abgeholt und in eine Folterzelle geworfen. Aus Furcht vor den anstehenden Torturen hängt er sich kurz vor Toresschluss lieber selber auf. 
Derweil erschaffen sich die Jugendlichen, für die der Krieg bislang wenig Belastendes bereithielt, ihre eigene kleine Welt. Von ihren politisch linken Eltern entsprechend konditioniert, haben sie sich eine antifaschistische Grundhaltung erworben und arbeiten mit den sowjetischen wie den polnischen Zwangsarbeitern der Fabrik zusammen. Ihre Tätigkeiten sind zwar nicht wirklich kriegsverkürzend, weisen jedoch eine grundlegend antinazistische Haltung ihrer Kombattanten auf. Die jungen Leute sorgen dafür, dass beispielsweise Kassiber weitergeleitet werden, etwa an Richter Pahlmann, oder dass Flugblätter unter die Bevölkerung gebracht werden. Auch fordert man Wehrmachtssoldaten mit Flugblättern auf, zu desertieren, um damit nicht weiter den sinnlos gewordenen Krieg zu verlängern. Dem Gefreiten Franz nötigen die jungen Leute den Fahrplan desjenigen Zuges ab, mit dem die deutschen Soldaten an die Front gebracht werden sollen. Sie wollen durch einen Anschlag auf die Eisenbahn etwas Sinnvolles tun. Derweil werden die Alten mit Panzerfäusten als Volkssturm zur Front abkommandiert. Einige von deren Gewehren stibitzen die Jungs heimlich. In ihrem Eisenbahnwaggon versammelt Oma Berta Niehus, eine überzeugte Kommunistin, die Kinder zum Bombenbauen und zeigt ihnen, wie man die Zündschnüre an dem Sprengstoff richtig befestigt. Tatsächlich explodiert der Sprengsatz und zerstört den Truppentransportzug.
Als ein Fest zu Ehren der im Rollstuhl sitzenden Oma Berta und des alten Eisenbahners Lorenz Fuchs, die beide heiraten wollen, veranstaltet werden soll, „organisieren“ die pfiffigen Vier zahlreiche Lebensmittel inklusive Rotwein und transportieren die selten gewordenen Waren mit Friedchen Bohrs Pferdewagen fort. Berta Niehus ist anders als die Proletarier der Umgebung eine gebildete Frau, die gutes Hochdeutsch spricht. Sie hat in ihrem Leben in Deutschland die politischen Unruhen der letzten zwei Jahrzehnte er- und überlebt und behauptet voller Stolz, einst Lenin in London kennengelernt zu haben. Für die Kinder ist sie ein Hort spannender Erzählungen. Mit Fuchs, einem NSDAP-Mitglied, lebt die ausgebombte Oma Niehus in einem umgebauten Eisenbahnwaggon. Die Kinder erhalten eines Tages den Auftrag, die bei Richter Pahlmann versteckte Jüdin Gertrude Rosenkranz anderweitig unterzubringen. Sie führen sie in eine Höhle, die für die Jugendlichen das „Hauptquartier“ bildet. Hierhin haben sie bereits den abgeschossenen RAF-Bomberpilot Charlie untergebracht, der sich mit dem Fallschirm retten konnte. Seine Wunden pflegt die Polin Anna Kusnewski. 
Trotz all dieser extremen, kriegsbedingten Einzelerlebnisse ist die Welt der Jugendlichen doch erstaunlich normal geblieben in völlig unnormalen Zeiten: Oftmals sitzt man auf immer derselben Mauer und spielt Mundharmonika. Oder man hält sich zu konspirativen Treffen im Keller der Fabrik auf, oder man plagt sich mit dem schikanösen HJ-Zugführer Berti Bischoff herum, der schließlich zum Partisan gegen das NS-Regime „konvertiert“, oder man geht in die geheime Höhle, von der kein Außenstehender wissen darf. Armut und Hunger, Verfolgung, Solidarität und die ständigen alliierten Bombenangriffe bestimmen den Tagesablauf in jenem Frühjahr 1945. Sehnsüchtig warten die Jungen wie die Alten auf das Ende des Krieges. Von der Front kehren abgemagerte und zerlumpte Soldaten zurück. Kurz vor Schluss versucht noch ein SS-Trupp, die Fabrik zu sprengen, doch die sozialdemokratischen und sozialistischen Genossen wissen dies zu verhindern, indem sie zurückschießen. Als Fänas Vater, Heini Spormann, dem KZ entkommen, endlich nach Hause heimkehrt, wissen alle: Der Schrecken hat ein Ende.

## Produktionsnotizen
Die WDR-Produktion Zündschnüre entstand in Ennepetal und wurde am 6. September 1974 von 20.15 Uhr bis 22 Uhr in der ARD erstmals ausgestrahlt.
Fred Ilgner übernahm die Produktionsleitung. Wolfgang Schünke gestaltete das Szenenbild. Karl Baumgartner sorgte für die zahlreichen Pyro-Spezialeffekte (Feuer, Explosionen).
Es singt Franz Josef Degenhardt.

## Kritiken
Der Spiegel widmete der Verfilmung des Degenhardt-Romans eine längere Betrachtung. Dort heißt es, dass „der »Film zum Roman« den Roman in den Schatten stellt, ist die Ausnahme, nicht die Regel. (…) Dunkle Bilder, wie sie Degenhardts Sprache gerade noch als Kulissen zustande bringt, stellen von vornherein klar: Das Gesetz des Handelns wird hier nicht von verschmitzten jugendlichen Erfolgspolitikern bestimmt, sondern von der Realität des Krieges: Bespitzelung, Haussuchung, Bombennächte, das Milieu der Angst in einer kleinen Kohlenpott-Stadt.“ Dennoch, so der Spiegel weiter, sei „hier nicht wieder mal der Mensch ohnmächtig, Objekt und Opfer der Geschichte. Vor dem Hintergrund des Angst- und Kriegspanoramas heben sich die kleinen Erfolge, die winzigen Siege der verschworenen Gießereiarbeiter, ihrer Frauen und Kinder kurz vor dem Nazi-Zusammenbruch um so schärfer ab. Wo immer es ihnen gelingt, den vermeintlich ehernen Schritt der Geschichte zu irritieren, hier eine Jüdin zu verstecken, dort Proviant zu »organisieren« oder Flugblätter an den Mann zu bringen, macht Hauffs Film Hoffnung und Mut, verbreitet er Glück“. Abschließend ist in der Spiegel-Betrachtung zu lesen: „Am Beispiel »Zündschnüre« zeigt sich einmal wieder, daß erst adäquate ästhetische Mittel aus einer Überzeugung und einem Stoff eine Information werden lassen – einem Stoff allerdings, der erst von einem Mann wie Degenhardt zusammengekarrt werden mußte.“
Andere Kritiken waren sich bei der Bewertung des ambitionierten Widerstandsstücks recht uneins. Unter der Überschrift „Zündschnüre zünden nicht“ dekretierte der Kulturchef der Westfälischen Rundschau am 7. September 1974: „Gewogen und zu leicht befunden“, während die Programmzeitschrift Hörzu in ihrer Nachbetrachtung (Ausgabe 38/1974) lobte, es handele sich bei Zündschnüre um eine „fesselnde, unpathetische Widerstandsballade“ mit einem „hinreißenden, lebensvollen Kinderquartett“.